# Sociale geografie Utrecht 1950 - ± 1970
In Utrecht was Adriaan de Vooys (1907-1993) Jan Broek opgevolgd als hoogleraar sociale geografie. Hij was een uitgesproken exponent van de ‘Utrechtse school’ in de sociale geografie en voerde een levendig, soms fel debat met de sociografen van de ‘Amsterdamse school’ (zie Amsterdamse sociografie).

## Werk van De Vooys
De Vooys wilde het object van de sociale geografie niet verenigen tot de studie van het menselijk welvaartstreven zoals de Groninger sociaal-geograaf Keuning (zie Sociale geografie Groningen 1950 - ± 1970) dat deed. De Vooys had niet alleen gestudeerd bij Louis van Vuuren, maar ook colleges gevolgd bij Sebald Rudolf Steinmetz, de grondlegger van de eerder genoemde Amsterdamse school. Bovendien was hij een jaar in de Verenigde Staten geweest voor onderzoek op het gebied van de agrarische sociologie. De Vooys was minder economisch en meer sociologisch georiënteerd. Het strikt vasthouden aan de relatie mens-natuurlijke omgeving vond De Vooys niet juist in een periode van industrialisering en verstedelijking. Belangrijker dan natuurlijke omgeving werd de woon- en werkomgeving. Hij legde de nadruk op de differentiële eigenschappen van bevolkingsgroepen in een bepaald gebied. De analyse daarvan moest gebeuren op basis van grondig empirisch onderzoek via (tijdrovende) enquêtes. Geen wonder dat het onderzoek vooral plaatsvond in kleinere plaatsen zoals Zandvoort, Brielle, Oostburg en Brouwershaven. De structuuranalyse van Zandvoort in 1954 werd een modelstudie voor het structuuronderzoek. Het doel was inzicht te krijgen in de ontwikkeling van deze gemeente tegen de achtergrond van het werkgelegenheids- en woningvraagstuk. Typerend was dat de bevolking werd gesplitst naar autochtoon (in de gemeente geboren) en allochtoon (buiten de gemeente geboren) én naar de aard van de werkrelatie met de gemeente (lokaal werkend of pendelend naar buurgemeenten). Deze en andere studies markeren het begin van het sociaal-geografische onderzoek naar aard en richting van pendelstromen.
Daarnaast vormden de structuuronderzoeken de aanzet voor onderzoek naar formaties, arbeidsmarkt en detailhandel. Formaties zijn associaties van activiteiten bijvoorbeeld havengebonden activiteiten. Bij de analyse van arbeidsmarkten ging het over de ontwikkeling van de regionale bedrijfsstructuur in relatie tot beschikbare beroepsbevolking. Een van de opvolgers van De Vooys, Marc de Smidt promoveerde in 1975 op ‘Bedrijfsstructuur en arbeidsmarkt in een ruimtelijk kader’.
Ten slotte moet de Mediterrane belangstelling van De Vooys worden genoemd. Hij nam het initiatief studenten veldwerk te laten doen in o.a. Zuid-Frankrijk en Spanje. De daaruitvloeiende dissertaties van Jan Hinderink en Jan Kleinpenning vormden als het ware de springplank voor de latere aandacht van de Utrechtse en Nijmeegse sociaal-geografen voor de vraagstukken van onderontwikkeling.
Rond 1960 sloeg de sociale geografie in Nederland onder invloed van de Angelsaksische en Zweedse geografie nieuwe wegen in.
Zie verder: Sociale Geografie in Nederland na 1970